# Kenilworth (Illinois)
Kenilworth è un comune degli Stati Uniti d'America, situato nell'Illinois, nella contea di Cook. La località fa parte dell'area metropolitana di Chicago. Si trova nella zona nord della metropoli, sulla riva del Lago Michigan.